# Benedictus a Sancto Josepho

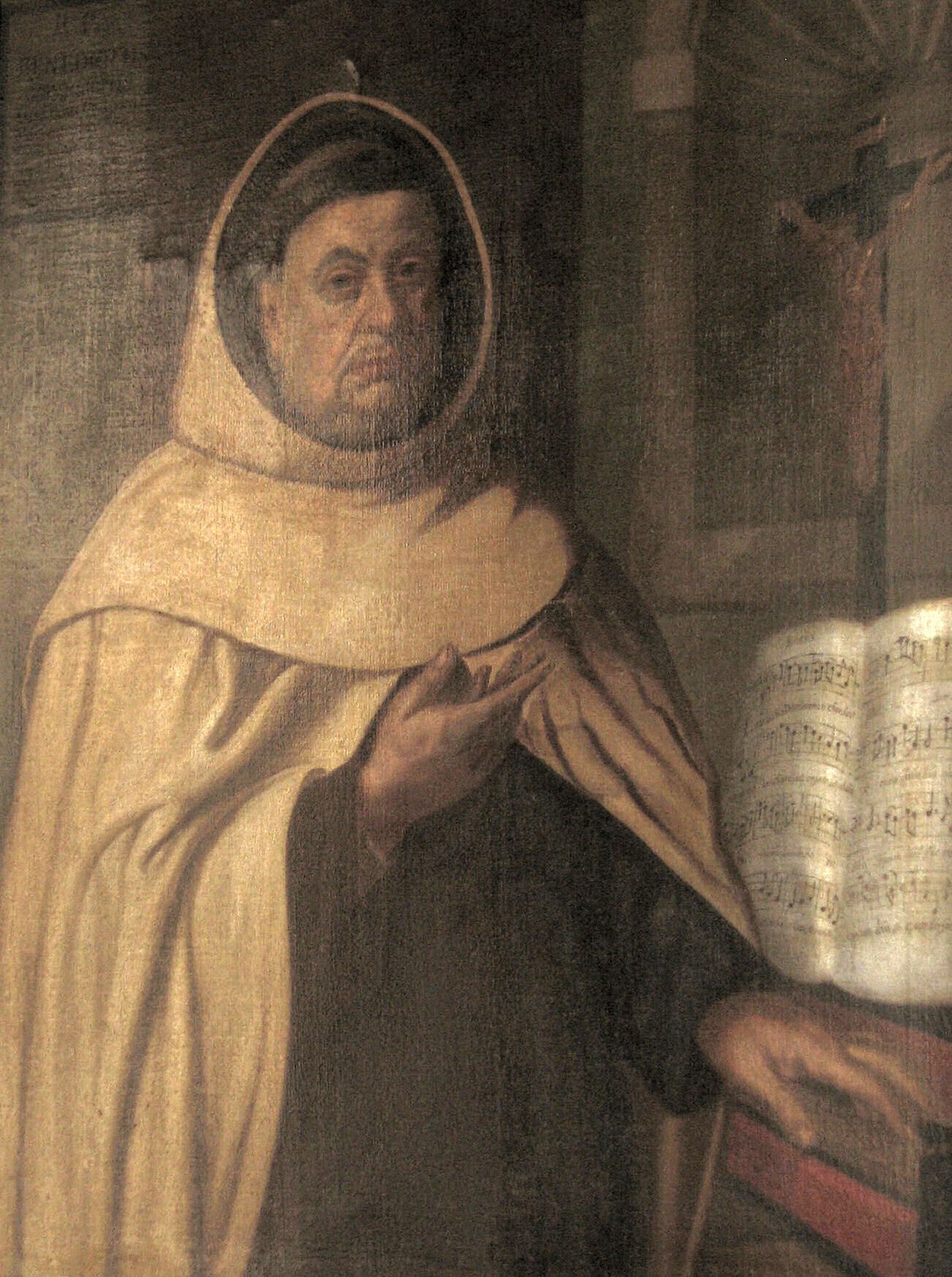
Benedictus Buns

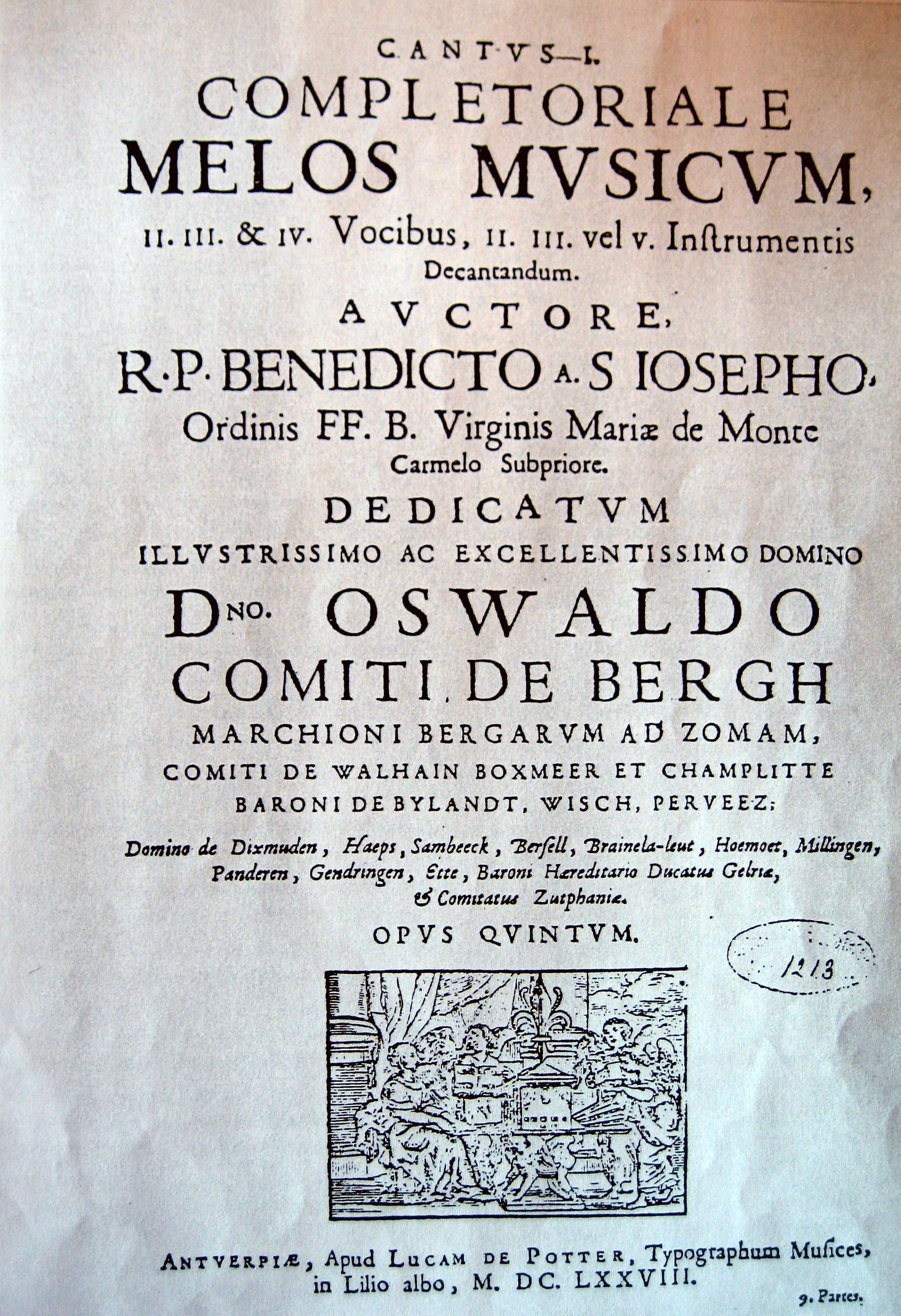
Widmung des Op.V an den Grafen Oswald III. von Bergh

Benedictus a Sancto Josepho (auch bezeichnet als Benedikt Buns oder Buns Gelriensis) (* um 1642 in Geldern; † 6. Dezember 1716 in Boxmeer) war ein niederländischer Komponist des Barock.

## Leben
Benedictus, der ursprünglich wohl den Familiennamen Buns trug, trat 1659 in das Karmeliterkloster Geldern ein, wo er im Folgejahr unter dem Ordensnamen Benedictus a Sancto Josepho seine Gelübde ablegte und 1666 zum Priester geweiht wurde. Wohl eher am Anfang der Periode von 1666 bis 1671 kam er in das Kloster Boxmeer. Hier diente er in den Jahren 1671–74, 1677–83 und 1692–1701 als Subprior. Am 14. Mai 1677 vertrat Benedictus sein Kloster im Provinzialkapitel in Mecheln, 1677 in Antwerpen und 1700 in Brüssel. Nachdem am 6. November 1679 der Organist des Klosters Hubertus a Sancto Johanne im Alter von 46 Jahren gestorben war, übernahm er bis zu seinem Tod dessen Posten.

## Name
Der Komponist nannte sich in der gesamten Zeit seines Wirkens immer "Benedictus a Sancto Josepho". Dies ist sein Ordensname, welchen er mit dem Eintritt in den Karmeliterorden erhielt. In einem Nekrolog wie auch im Titel seines Opus VII wird er in einem Zusatz als "Buns Gelriensis" bezeichnet. Buns ist dabei wohl sein ursprünglicher Familienname, Gelriensis bezeichnet seinen Herkunftsort Geldern. Die heute vereinzelt verwendete Kombination von weltlichem und Ordensnamen als Benedictus Buns ist hingegen unrichtig und ist in dieser Form keiner Quelle zu entnehmen.

## Werke
Benedictus komponierte in erster Linie sakrale Vokalmusik, darunter mindestens zehn Messen, zwei Requiem, sechs Litaneien sowie zahlreiche Motetten zu liturgischen als auch zu weltlichen Texten. Die Motetten sind alle mit Instrumentalbegleitung und viele haben eine kurze Sonata oder Sinfonia als Einleitung. Die Werke sind im Concertato Stil gehalten und gelegentlich kommen in ihnen chromatische Passagen vor.
- Opus I Missae, litaniae, et motetta, IV. V. VI. vocibus cum instrument. et ripienis, Phalèses Erben, Antwerpen 1666 (zwei Messen, drei Motetten und zwei Litaneien für 5–6 Solostimmen, vierstimmigen Chor, Instrumente und Basso Continuo)
- Opus II Corona stellarum duodecim serta, I. II. II. IV. vocibus et instrumentis, editio secunda aucta et emendata, Antwerpen 1670 (Ausgabe verschollen), zweite Auflage 1673 (sieben Motetten, zwei Messen, Litaneien, Salve Regina, Tantum ergo für 1–4 Solostimmen und Basso Continuo)
- Opus III Flosculi musici, Hendrik van Aertssens, Antwerpen 1672 (vierzehn Motetten zu 1–4 Stimmen, Instrumente und Basso Continuo)
- Opus IV Musica montana in monte Carmelo composita, cantata in monte Domini, 1. 2. 3. vocibus, & unum Tantum ergo. 4. voc. & 2, 3 vel 5. instrumentis, Antwerpen 1677 (Kantaten "in monte domini" zu 1–3 Stimmen sowie Tantum ergo zu 4 Stimmen und 2, 3 oder 5 Instrumenten)
- Opus V Completoriale melos musicum, II. III. & IV. vocibus, II. III. vel V. instrumentis decantandum, Antwerpen 1678 (sieben Motetten, vier Marienantiphonen, Litaneien, zwei Tantum ergo; für 2–4 Stimmen, Instrumente und Basso Continuo sowie eine Sonata finalis II choris für instrumentalen Doppelchor)
- Opus VI Encomia sacra musice decantanda 1, 2, 3 vocibus et 2, 3, 4. et 5 instrumentis, Utrecht 1683 (neunzehn Motetten, eine Messe für 1–3 Stimmen (TTB), Instrumente und Basso Continuo)
- Opus VII Orpheus gaudens ac lugens sive Cantica gaudii ac luctus, Antwerpen 1693 (fünfzehn Motetten für 1–5 Solostimmen, Instrumente und Basso Continuo, vier Messen für 4–5 Solostimmen, Instrumente und Basso Continuo) (verschollen)
- Opus VIII Orpheus Elianus a Carmelo in orbem editus a 2 violinis et basso viola cum basso continuo, Estienne Roger, Amsterdam 1699 (dreizehn Triosonaten für 2 Violen, Viola da ganba und Basso Continuo)
- Opus IX Missa sacris ornata canticis 1. 2. 3. vocibus et 1. 2. 3. 4. et 5 instrumentis Estienne Roger, Amsterdam 1701 (eine Messe für 3 Solostimmen, zehn Motetten für 1–4 Solostimmen, Instrumente und Basso Continuo)
- Processionale juxta usum Fratrum Beatae Virginae Mariae de Monte Carmelo, Antwerpen 1711 (gregorianischer Gesang)
- Manuale Chori ad usum Fratrum Beatae Virginae Mariae de Monte Carmelo, Brüssel 1721 (gregorianischer Gesang)